# Роэст, Никлас
Никлас Роэст (норв. Niklas Roest; род. 3 августа 1986, Осло) — норвежский хоккеист клуба «Спарта Уорриорз» и сборной Норвегии, играющий на позиции левого нападающего, участник зимних Олимпийских игр 2014 года.

## Карьера

### Клубная карьера
Свою карьеру хоккеиста Роэст начал в первом норвежском дивизионе в клубе «Манглеруд Стар», с которым в 2005 году вернулся в Элитную серию. В 2006 году Никлас перешёл в клуб «Спарта Уорриорз». Здесь он отыграл 7 сезонов, став вместе с клубом чемпионом Норвегии сезона 2010/2011. При этом Роэст отличался очень большим количеством штрафных минут, входя в число лидеров чемпионата по этому показателю. По окончании сезона 2012/2013 Роэст отправился во вторую по значимости лигу Швеции в клуб «БИК Карлскуга», за которую выступал на протяжении одного сезона. Летом 2014 года Роэст принял решение вернуться в Норвегию, где вновь стал выступать за «Спарту Уорриорз».

### Международная карьера
В составе молодёжной сборной Норвегии Роэст принял участие в молодёжном чемпионате мира 2006 года. Свои выступления за основную сборную Никлас начал в 2013 году. За сборную Роэст выступал на 3-х чемпионатах мира элитной группы. В 2014 году Роэст принимал участие в зимних Олимпийских играх, где сыграл в трёх матчах, не набрав в них ни одного очка, при показатели полезности −3.

## Статистика
| Легенда | Легенда                    | Легенда | Легенда                   | Легенда | Легенда    |
| ------- | -------------------------- | ------- | ------------------------- | ------- | ---------- |
| И       | Количество проведённых игр | Штр     | Штрафное время            | +/−     | Плюс-минус |
| Г       | Голы                       | П       | Голевые передачи          | О       | Очки       |
| -       | Статистика неизвестна      | —       | Статистика не учитывалась |         |            |

### Клубная карьера
Статистика на 4 ноября 2015 года

## Достижения

### Командные
Спарта Уорриорз
- Чемпион Норвегии (1): 2010/11